# アメフクラガエル
アメフクラガエル(英：common rain frogまたはbushveld rain frog)は、フクラガエル科のカエルである。

## 分布
アンゴラ、ボツワナ、モザンビーク、ナミビア、南アフリカ共和国、スワジランド、ザンビア、ジンバブエ

## 形態
体長4-6cm。体はずんぐりと丸く、顔は平らである。色は茶色で、一列の明るい黄橙色の斑と暗い色の横縞がある。地中に棲むカエルに共通の特長として、短く丸い四肢を持つが、後肢は鋤のような形をしている。メスはオスよりも大きく、そのため交尾の際にオスがメスを掴むことができず、オスは手と腕の甲部分から糊のような分泌物を出してメスに接着する。

## 生態
天然の生息域はサバンナや灌木地、草地、農地、牧草地、プランテーション、都市的地域等。
アメフクラガエルは地下に棲息し、地下20インチまで掘ることができる。雨の後の夜に食事と交尾する時にのみ地上に現れる。攻撃されると、膨らんで穴の中にもぐる。交尾中のつがいは地下に戻り、湿った地点に達して最適な場所を見つけると、そこでメスが卵を産む。卵が孵化すると、オタマジャクシにはならず、直接3-6 cm程度の小さなカエルになると言われているが、これはよくある間違いである。
集団で越冬する。越冬は木の根元に洞穴を掘ってそこで行う。
アメフクラガエルは、アフリカ南東部の温暖な森林や開けた草地に棲息する。陸生種で、雨季にのみ育つ。個体数は安定している。